# Musica ficta
Musica ficta är läran om kromatik som oftast användes för att lösa upp ledtoner till finalis (tonikan) och för att undvika tritonus. Den användes mellan 1200- och 1500-talet.
Ett stort problem vid tolkningen av musica ficta i medeltida musik är att förtecken inte skrevs ut, som till exempel i Machauts isorytmiska motett S'il estoit nulz.